# Antonio José de Sucre (Barinas)
Antonio José de Sucre é um município da Venezuela localizado no estado de Barinas.
A capital do município é a cidade de Socopo.